# Geografía de Tokelau
Tokelau se compone de tres grupos de islotes (atolones) de origen coralino en el océano Pacífico Sur, aproximadamente a la mitad de la distancia entre Hawái y Nueva Zelanda, en el cinturón de tifones del Pacífico. Ninguna de las islas de Tokelau tiene puerto. Su capital es Fakaofo.
Los atolones son Atafu (previamente conocido como el Grupo del Duque de York), Nukunonu (antes llamado el Grupo del Duque de Clarence) y la isla Fakaofo (Bowditch). Los tres se localizan entre 171° y 173° al oeste, y entre 8° y 10° al sur. La suma de sus áreas territoriales es de 10.8 km².
Una cuarta isla que pertenece geográficamente a la cadena de las islas Tokelau es ia isla Swains, que sin embargo forma parte de Samoa Americana desde 1935.
Ubicado en la Polinesia, en el Pacífico Sur, al este de Tuvalu, el archipiélago tiene relieve plano, con suelos delgados y poco fértiles. Las lluvias son erráticas y suele haber sequías. La pesca constituye una actividad tradicional.